# Alice (Lied)
Alice ist ein Lied der kanadisch-französischen Pop-Rock-Sängerin Avril Lavigne. Es wurde von Lavigne für die 2010er-Auflage des Kinofilms Alice im Wunderland geschrieben, in dessen Abspann es zu hören ist. Alice war die erste Singleauskopplung aus dem Soundtrackalbum Almost Alice und war später als Hidden Track Teil des darauf folgenden Studioalbums Goodbye Lullaby.

## Inhalt und Musikstil
Das Lied ist aus der Perspektive von Alice, die Hauptfigur des Films, gesungen. Es handelt sich hierbei um eine dunkle, eindringliche Rockballade.

## Musikvideo
Das Musikvideo entstand an zwei Drehtagen, unter der Regie von Dave Meyers, am 26. und 27. Januar 2010. Seine Premiere feierte das Video am 17. Februar 2010.

## Rezeption

### Charts und Chartplatzierungen
| ChartsChartplatzierungen       | Höchstplatzierung | Wochen |
| ------------------------------ | ----------------- | ------ |
| Deutschland (GfK)              | 27 (6 Wo.)        | 6      |
| Österreich (Ö3)                | 19 (8 Wo.)        | 8      |
| Schweiz (IFPI)                 | 73 (1 Wo.)        | 1      |
| Vereinigte Staaten (Billboard) | 71 (3 Wo.)        | 3      |

### Auszeichnungen für Verkäufe
| Land/Region     | Auszeichnungen für Musikverkäufe (Land/Region, Auszeichnung, Verkäufe) | Verkäufe |
| --------------- | ---------------------------------------------------------------------- | -------- |
| Japan (RIAJ)    | Gold                                                                   | 100.000  |
| Südkorea (KMCA) | —                                                                      | 133.000  |
| Insgesamt       | 1× Gold ·                                                              | 233.000  |

Hauptartikel: Avril Lavigne/Auszeichnungen für Musikverkäufe